# Pierre Jaouën
 (juin 2019).
Si vous disposez d'ouvrages ou d'articles de référence ou si vous connaissez des sites web de qualité traitant du thème abordé ici, merci de compléter l'article en donnant les références utiles à sa vérifiabilité et en les liant à la section « Notes et références ».
Pour les articles homonymes, voir Jaouen.
Pierre Jaouën, né le 29 juillet 1928 à Ploudalmézeau et mort le 1er mars 2012 à Paris 15e, est un peintre français.
Il est notamment connu pour sa proximité initiale avec le mouvement surréaliste et le mouvement de l'abstraction lyrique des années 1950 et 1960.

## Biographie
Jeune peintre breton, Pierre Jaouën fréquente par l'intermédiaire du critique d'art Charles Estienne (1908-1966) dans les années 1950 le groupe surréaliste autour d'André Breton (1896-1966), dont il retient le principe de l’écriture automatique. Parallèlement, la forte amitié qui le lie à Charles Estienne l'a intéressé au tachisme.
En 1954 et 1955, Charles Estienne invite certains des peintres qu'il défend, Jean Degottex et René Duvillier, à découvrir son pays, la Bretagne (Finistère Nord, plages d'Argenton à Landunvez et de Tréompan à Ploudalmézeau) afin d'expérimenter l'influence des éléments naturels sur leur œuvre. Serge Poliakoff y fera également un séjour d'une vingtaine de jours. Puis le sculpteur tchèque Jan Krizek et la peintre Fahrelnissa Zeid découvrent le Finistère et fréquentent la famille Jaouën. Ils sympathisent avec les enfants (alors jeunes adultes) de la famille Jaouën : Pierre et Anne-Yvonne.
En 1956, Pierre Jaouën invite le sculpteur Jan Křížek à séjourner pendant l'été à Ploudalmézeau dans le Finistère. Installé dans un premier temps dans une maison qui surplombe le port de Trémazan, il préfère bientôt l'espace clos du jardin de l'ancien presbytère, maison de famille des Jaouën. Il y séjourne deux mois et réalise plusieurs sculptures en granit.
L'entente de Breton et d'Estienne s'est scellée autour de la querelle du « tachisme » qui s'est développée à l'issue du second Salon d'Octobre à Paris en 1953. Créé à l'initiative de Charles Estienne en 1952, ce salon réunit des artistes abstraits sous le signe du lyrisme, qui souhaitaient être exposés dans des conditions satisfaisantes. Après la réussite de cette seconde manifestation, Estienne lance le 1er mars 1954 à la tribune de Combat-Art (no 4) un manifeste : « Une révolution : le Tachisme », avec le soutien de André Breton dans un encadré : « Leçon d'Octobre ». Les deux hommes célèbrent l'union d'une certaine forme d'abstraction et du surréalisme, à la grande surprise de certains artistes exposés au Salon, comme Pierre Alechinsky. Les mécontents y voient une tentative de récupération par les surréalistes et refusent le mot « tachisme », jugé trop vague. La polémique fait rage par voie de presse et les critiques se déchaînent. C'est dans ce contexte que Pierre Jaouën se rapproche alors des peintres Jean Degottex, René Duvillier, de l'artiste surréaliste Jean-Claude Silbermann dont il sera très proche, du sculpteur tchèque Jan Křížek et d’Yves Elléouët (écrivain et peintre, gendre d'André Breton).
Il s'ouvre également à la philosophie extrême-orientale et pratique avec un maître Zen.
Durant son compagnonnage avec les surréalistes, Pierre Jaouën participe aux activités du groupe et notamment à la publication des revues. On trouve ainsi dans la seconde livraison de la revue surréaliste majeure de l'après-guerre : Le surréalisme, même, dirigée par André Breton et éditée par Jean-Jacques Pauvert, au printemps 1957, un dessin de Pierre Jaouën accompagnant un poème, une chanson plus exactement, de Charles Estienne : « Les deux fleurs » (p. 149). Un dessin de Pierre Jaouën est encore reproduit dans la revue surréaliste : Bief, jonction surréaliste, dirigée par Gérard Legrand, secrétaire de rédaction : Jean-Claude Silbermann, dans la cinquième livraison du 15 mars 1959.
Les encres et aquarelles réalisées à cette période témoignent de la conjugaison de ces diverses influences, et sont en étroite relation avec le paysage. Parcourant l'Écosse, l'Irlande, la Bretagne, il s'attache à construire un nouveau langage de signes abstraits susceptibles de rendre compte de la puissance, de l'intensité de la perception du réel.
Se définissant lui-même avec humour comme hérétique, Pierre Jaouën refuse l'appartenance à un quelconque mouvement, préférant la posture de l'artiste nomade - il a toujours voyagé - ouvert sur la poésie du monde.

### Collaboration avec Yves Elléouët
Au cours des années 1950, Pierre Jaouën et Yves Elléouët réalisent ensemble des stèles et « des fresques symboliques où le concept espace-temps s'intègre à des signes cosmiques » (Robert Benayoun, texte reproduit dans le catalogue de la Mostra internazionale del Surrealismo, Galleria Schwartz, Milano, 1961). Ils peignent sur de la chaux avec des poudres de couleur les images d’un monde légendaire. Les fresques sont exposées à Paris en février 1959 à la Galerie La Cour d’Ingres.
Dans sa correspondance, échangée par André Breton avec sa fille Aube, et Yves Elléouët, son gendre, figure notamment une lettre d'André Breton du 21 juin 1958, envoyée de Saint-Cirq-Lapopie où ce dernier s'enquit des recherches et œuvres communes effectuées par Yves Elléouët et Pierre Jaouën.
Pierre Jaouën écrit à propos d'Yves Elléouët : « Ce serait absurde de faire un parallèle entre l'œuvre écrite et l'œuvre peinte, de les considérer comme des miroirs jumeaux, parce que d'un côté on a l’unité de climat, de sentiment, de vision et aussi ce courant frais, qui vient des profondeurs et fait le lien entre les écrivains celtes de tous horizons ; de l'autre côté on a une série d'images dans lesquelles on sent l’influence des courants d'après-guerre, d'où la variété des styles, d'où l'alternance entre figuration et abstraction »
Durant ces mêmes années 1950-1960, Yves Elléouët, Charles Estienne et Pierre Jaouën se voient chaque année durant l'été en Bretagne dans le Finistère, à Ploudalmézeau. Ils écrivent à quatre (avec Marie-Hélène Estienne) : Portrait d’un château, sous la forme d’un roman gothique épistolaire, inédit à ce jour.

### Collaboration avec Jean Claude Silbermann
Le peintre surréaliste Jean-Claude Silbermann a été profondément marqué par son amitié et son apprentissage de peintre auprès de Pierre Jaouën et a souvent témoigné à ce sujet : « Pierre Jaouën qui cherchait par la peinture et par la vie le lieu et la formule m’a insufflé – lui si virtuose – le courage de ma maladresse et ma vie s’en est trouvée réorientée. ». « A un moment où je n'arrivais plus à écrire, en 1962, j'ai rencontré le peintre Pierre Jaouën qui connaissait les mêmes difficultés ; il a trouvé que je parlais bien de sa peinture et m'a incité à m'y mettre, me donnant les quelques notions nécessaires ».

### Déclaration sur le droit à l'insoumission dans la Guerre d'Algérie
Le 6 septembre 1960, 121 écrivains, universitaires et artistes rendent public le texte de la Déclaration sur le droit à l'insoumission dans la Guerre d'Algérie que l'on appellera le Manifeste des 121.
Cet appel qui prône la désobéissance militaire et l'indépendance de l'Algérie est un des plus célèbres brûlots du XXe siècle. Il fut d'emblée censuré et certains de ses signataires furent poursuivis ou interdits de travail dans la fonction publique.
Pierre Jaouën fut un des 121 signataires de ce manifeste.

### Années 1970 et 1980
Plus tard dans les années 1970, Pierre Jaouën s'associe à l'aventure du Free Dance Song, lieu d'un échange permanent entre musiciens et danseurs, proche des travaux du Living Theater de Julian Beck et Judith Malina, mais aussi du free jazz...
Au Japon et aux États-Unis, il pratique les arts martiaux, le sabre, le bâton, et construit la pureté du geste et l'harmonie du souffle qui animent les aquarelles du livre d'artiste Mélusine.
Les œuvres sur papier de Pierre Jaouën qu’il s'agisse d'aquarelles, ou d'encres se caractérisent par un geste virtuose, très sûr, un souffle vital et une harmonie[Interprétation personnelle ?], proche du « souffle-esprit » décrit par François Cheng sur l'art pictural chinois.
Pierre Jaouën et emmanuelle k. entament à partir des années 1980 une longue collaboration artistique qui aboutira en 2007 à la parution du livre d’artiste Mélusine.
« Pierre Jaouën et moi avons travaillé ensemble. Pour chaque nouvelle page, j'entre dans le texte, le revis, parlant pour moi comme pour lui, puis je le lui lis. Il écoute, se laisse traverser, immobile, puisant à cette énergie immédiate, l’impression qui va guider son geste… C’est à chaque fois une innocence, un vide, que seule l'énergie de notre émotion habite. L'aquarelle peut alors advenir…
Je la vois apparaître, à grands coups respirés, comme aboutie avant même le premier effleurement du pinceau… Du vide montent ces espaces aux nuances infinies… Seul un immense savoir-faire peut prendre ainsi le risque de l'innocence, de l’absence d’intention, du « lâcher tout ». C’est comme la poésie naît : à chaque fois, une fulgurance. » emmanuelle k.[réf. nécessaire]

## Œuvres

### Expositions collectives
- 1957 : Micro-Salon, galerie Iris Clert, 3 rue des Beaux-Arts, Paris, 12 avril-8 mai 1957.
- Février 1959 : Exposition de fresques à la Galerie La Cour d’Ingres à Paris avec Yves Elléouët.
- Salon de Mai, Paris, 1985, 1986, 1987, 1988, 1993 (toile présentée : un triptyque L'écho).
- 1984 : Charles Estienne, une idée de nature, exposition réalisée à partir des collections du Fonds Régional d’Art Contemporain, Musée des Beaux-Arts de Brest, 22 juin- 8 octobre 1984.
- 11-31 janvier 1994 : « Alfred Manessier-Pierre Jaouën », Lycée Île-de-France, Rennes.
- 10 juillet-15 août 1999 : « A l'ouvert du monde, regard sur l'art en Bretagne depuis 1945 » : Lorient (France), Galerie du Faouëdic.
- Juin 2000 à la Maison des Chanoines, Landunvez.
- 1er juillet-16 septembre 2001 : « La Bretagne collectionne l'art de notre temps, les vingt ans du Frac Bretagne : L'expérience du paysage » : Saint-Goazec (France), Domaine départemental de Trévarez.
- Juillet 2004 à la Maison des Chanoines, Landunvez.
- 2011 : L’Aventure de l’Art Abstrait : Charles Estienne, critique d’art des années 50, Musée des Beaux Arts de Brest[2]. 13 juillet - 7 novembre 2011 (exposition regroupant 35 peintres et sculpteurs). Conservateur du patrimoine : Françoise Daniel et Catherine Elkar (FRAC Bretagne, Rennes). Conseiller scientifique : Marc Duvillier.
- 12 avril-2 mai 2012 : "Peintures à l'eau" : Saint-Briac-sur-Mer (France), Chapelle de la Sagesse, 12 avril 2012-02 mai 2012
- 2015 : Exposition « Équilibre… » au Musée Manoli, musée et jardin de sculptures, La Richardais[7].
- 27 novembre - 21 décembre 2019  : exposition  consacrée au livre d’artiste Mélusine, sur un récit d'emmanuelle k., aquarelles de Pierre Jaouën  (Le Krill éditeur, 2007), Galerie Hébert, 18 rue du Pont Louis-Philippe, 75004 Paris, commissaire de l'exposition : Marc Duvillier.
- 10 juin au 3 juillet 2021  : Exposition Edgard Pillet & Pierre Jaouën, Galerie Orsay, 58 rue de l'Université, Paris.
- 17 juin-24 septembre  2023 : « Modernités bretonnes après 1950 », Musée de Perros-Guirec (Côtes d’Armor) (Maison des Traouïero), commissariat : Denise Delouche (Professeur émérite en Histoire de l’Art à l’université Rennes II).

Liste des artistes exposés : Gilles Aillaud, Gérard Altmann, Geneviève Asse, Jean Bazaine, Bernard Buffet, Émile Compard, Jean Degottex, Victor Delpy, Jean Deyrolle, François Dilasser, René Duvillier, Yves Elléouët, Pierre Jaouën, Charles Lapicque (affiche : « Lagune bretonne » (1959)), Yvon Le Corre,  Jean Le Merdy, Jean Le Moal, Marcel Letoisier, Jules Paressant, Pierre Péron, Yves Marie Péron, René Quéré, Georges Rohner, Pierre Tal Coat, Jean Vaugeois et le Hangar’t.

### Publications
- Mélusine, livre d'artiste, emmanuelle K. (poème), Pierre Jaouën (aquarelles), Le Krill éditeur, 2007[6].
- ·       2007-2018, Le Krill éditeur et Mélusine & Cie [archive], produisent et publient l’ensemble Mélusine [archive], récit en trois mouvements et treize tableaux, qui deviendra un livre d’artiste [archive] de 14 mètres d’envergure en estampe numérique réalisé avec le peintre Pierre Jaouën [archive] (Tirage 26 exemplaires) et un coffret [archive] comportant le livret du récit Mélusine, le cd de l’album [archive] réalisé avec Emmanuel Bex et le dvd de trois films [archive] qu'elle réalise sur l’ensemble.
- « Y. Elleouët, un peintre qui a de quoi », in : catalogue de l'exposition : Yves Elleouët peintre-écrivain, Hôtel de Ville de Tréguier, 1996, texte repris dans le catalogue de l'exposition consacrée à Yves Elleouët, au Musée des Beaux-Arts de Quimper (19 juin-14 septembre 2009) puis au Château de Tours (6 novembre 2009- 10 janvier 2010), publié par les Éditions Coop Breizh en 2009